# Anomis scitipennis
Anomis scitipennis é uma mariposa noturna da família Erebidae. Pode ser encontrada na Malásia, Sumatra, Bornéu, Tailândia, Celebes e Nova Guiné.